# Kolczonay Ernő
Kolczonay Ernő (Budapest, 1953. május 15. – Budapest, 2009. október 4.) világbajnok, olimpiai ezüstérmes magyar vívó, edző.

## Élete
Pályafutását 1964-ben úszóként kezdte a Budapesti VSC-ben, majd a Budapest Honvéd öttusázója, 1969-től pedig vívója volt. Itt lett profi vívó, ezen klub színeiben jutott ki több világversenyre is. Az 1976-os montréali olimpiára annak ellenére nem vitték ki, hogy vezette a magyar ranglistát és a világranglistán is a legjobb magyar volt. A bojkott miatt nem  vehetett részt az 1984-es Los Angeles-i olimpián sem. Helyette megnyerte az ún. „vörös olimpiát”. Edzőként dolgozott a Budapesti Honvédnál, később pedig a görög válogatottnál. A rendszerváltást követően megalapította a Fless Vívóiskola és Sportklubot. Kolczonay májbeteg volt, átültetésre várt, 2008-ban csatlakozott a Májbetegekért Alapítványhoz. Betegsége következtében 2009 októberében elhunyt.

## Sporteredményei
Három olimpián képviselte a magyar színeket: az 1980-as moszkvai olimpián egyéniben, 1992-ben Barcelonában csapatban szerzett ezüstérmet párbajtőrben, 1980-ban a tőr-, 1988-ban a párbajtőrcsapattal végzett a pontszerző hatodik helyen.
A vívó-világbajnokságokon egyéniben kétszer állhatott fel a dobogóra (1979-ben második, 1982-ben harmadik hely). Csapatban elért 3 bronzérme mellett 1978-ban Hamburgban aranyérmet nyert. Kétszeres Universiade-győztes (1979, Mexikóváros; egyéni, csapat).

## Díjai, elismerései

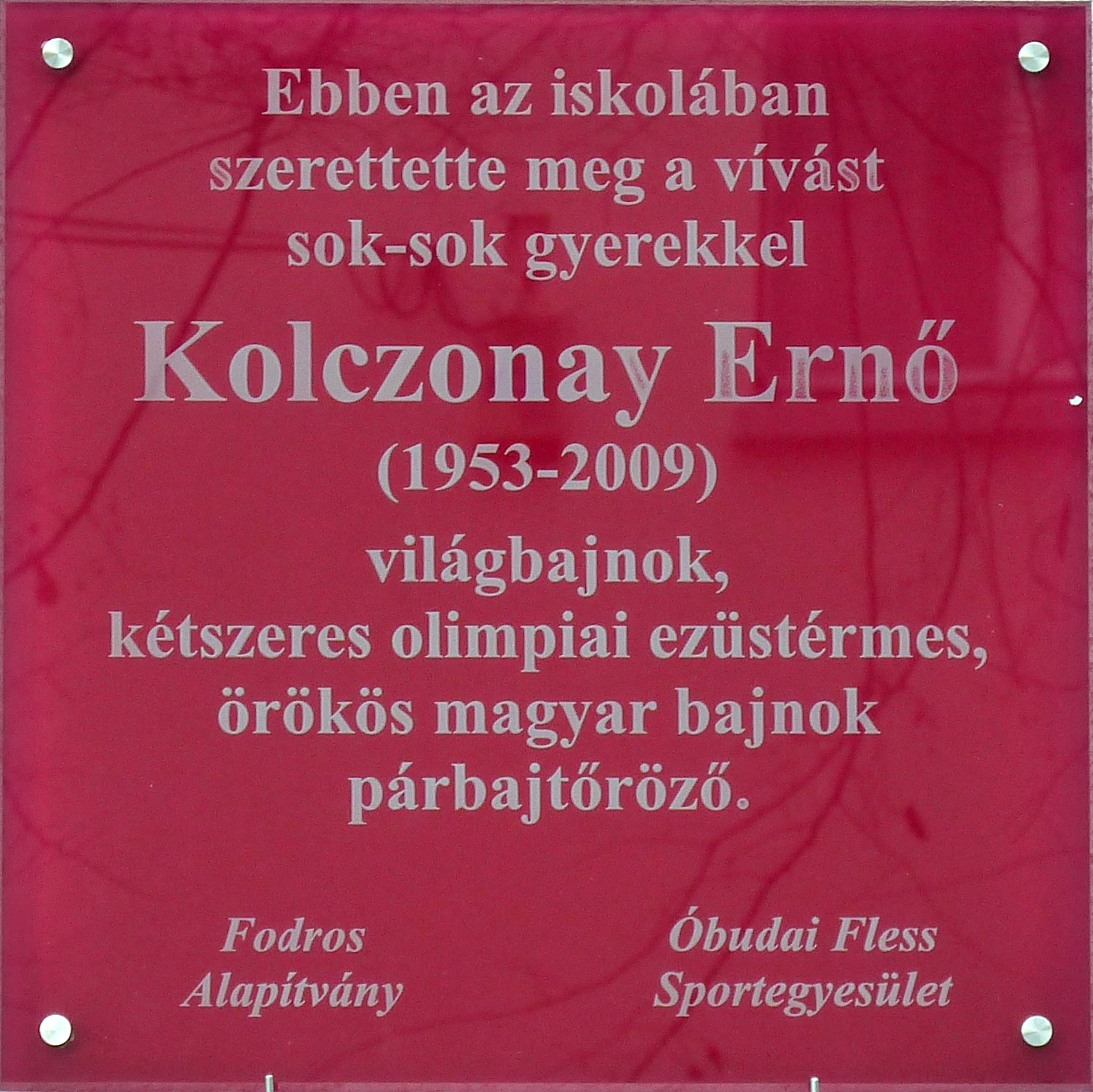
Emléktábla

- Az év magyar vívója (1979, 1980, 1983)
- MOB Érdemérem (2014)[2]